# Riera dels Molins
La Riera dels Molins o la Riera de Cabanyes és una riera de la conca de Calonge al Baix Empordà (Catalunya). Neix a la Serra de l'Escorpí al Massís de les Gavarres a prop del Dolmen de la Cova d'en Daina i del terme municipal de Romanyà i desemboca a l'aiguabarreig amb el Rifred a la Riera de Calonge a Calonge. És un riu estacional que sovint s'asseca l'estiu.

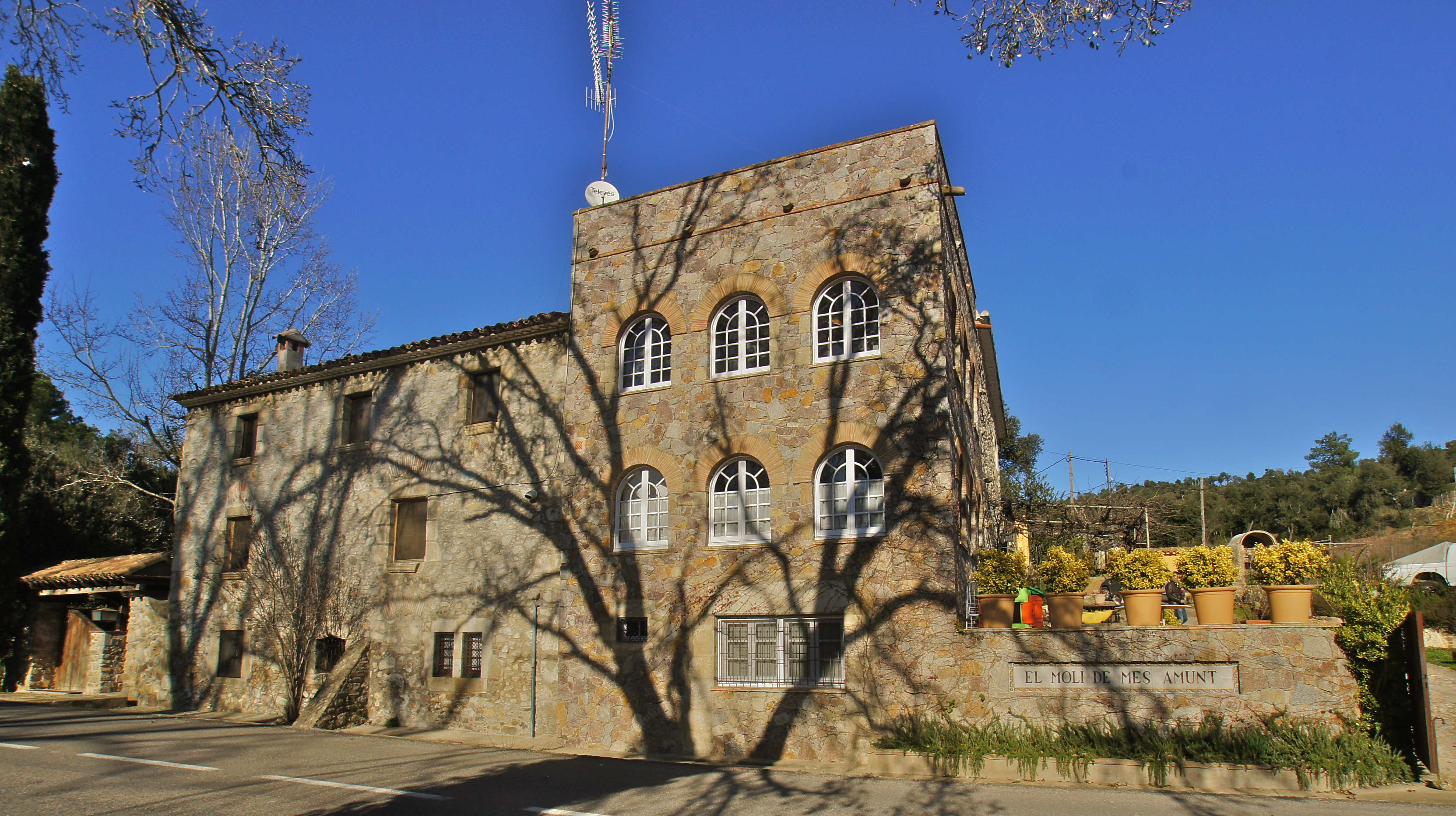
Molí de Mesamunt

El seu nom prové dels cinc molins que es troben a les marges. La presència de tant de molins a una riera que avui és gairebé seca tota l'any pot sorprendre. Abans de la sobreexplotació de les aigües, el mantell freàtic era més alt i a la tardor, l'estació a la qual calia moldre les collites, hi havia prou de cabal per accionar tant de molins. El nom alternatiu prové del Vescomtat de Cabanyes, un títol concedit el 1892 a Josep Bonifaci Vilanova de Cabanyes i Bou. Les cinc molins són: Molí d'en Mayola, Molí de les Roques, Molí Cremat, Molí d'en Lluís i Molí del Mesamunt.

## Afluents
- Torrent d'en Simonet
- Riera de Ruàs
- Riera de Lloret
- Torrent del Comal dels Lladres
- Torrent de Can Jan
- Riera de Mas Riera
- Riera de Mas Cases

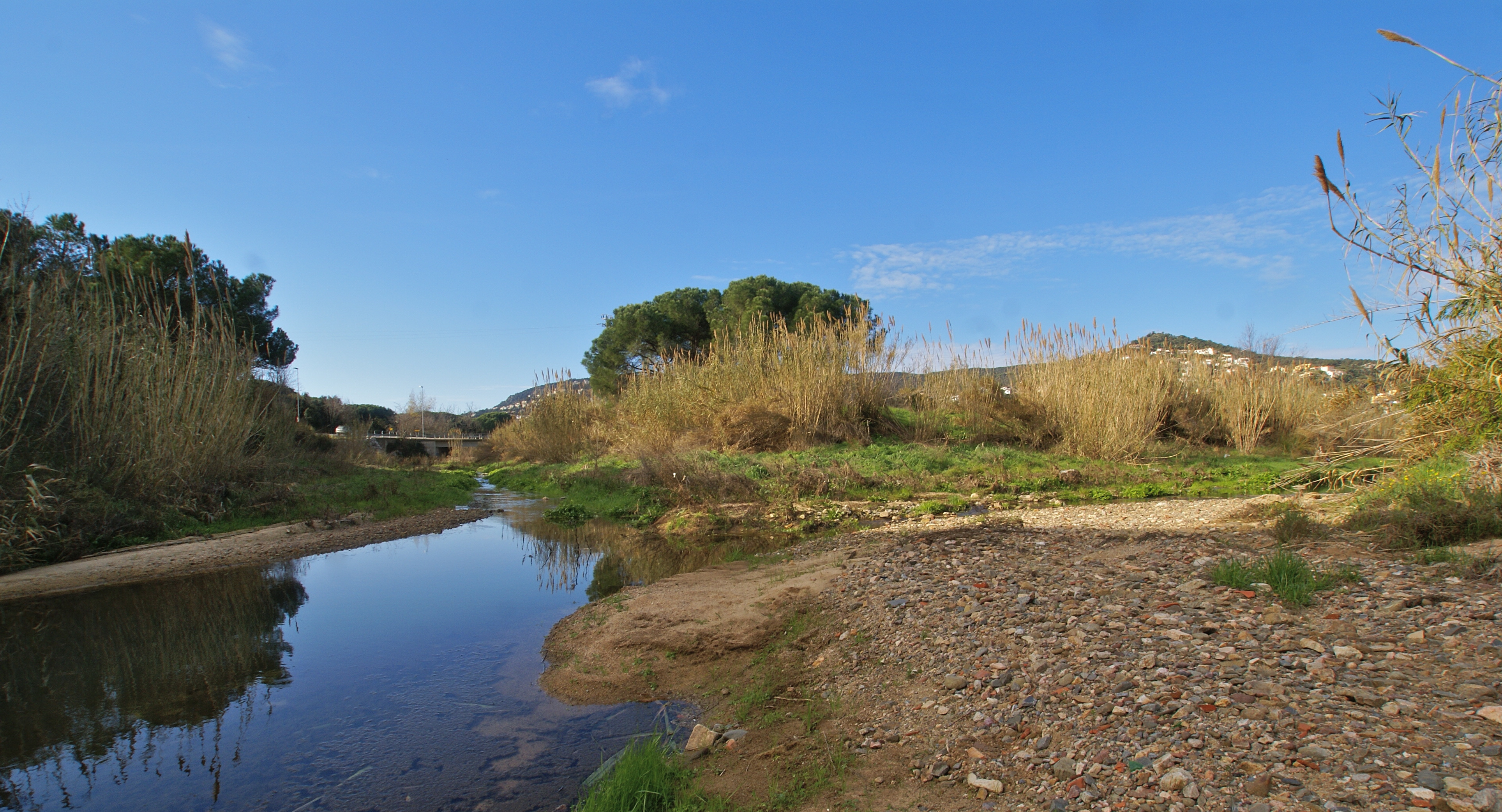
Confluència amb el Rifred
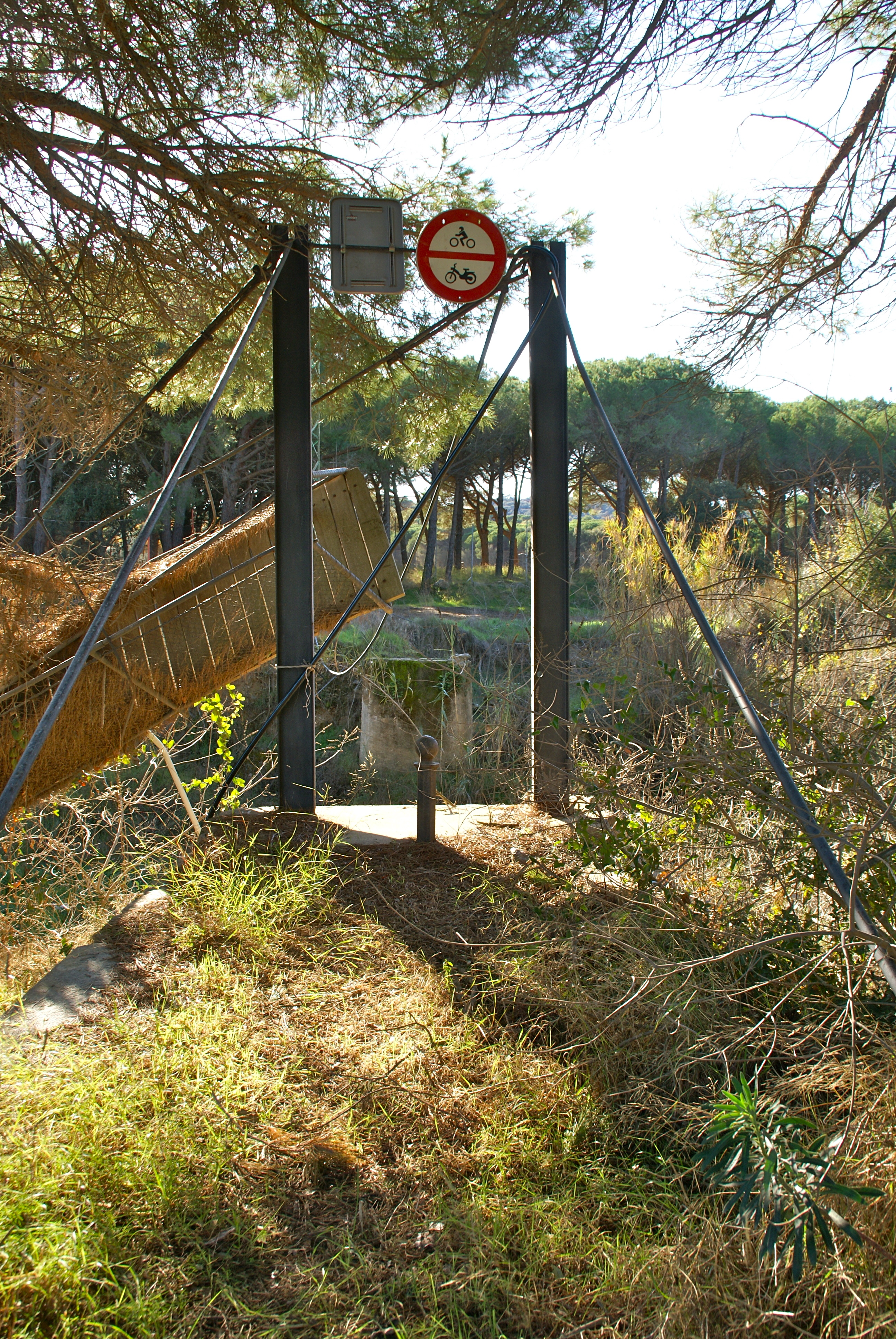
El pont penjat trencat per la riuada de l'octubre 2005
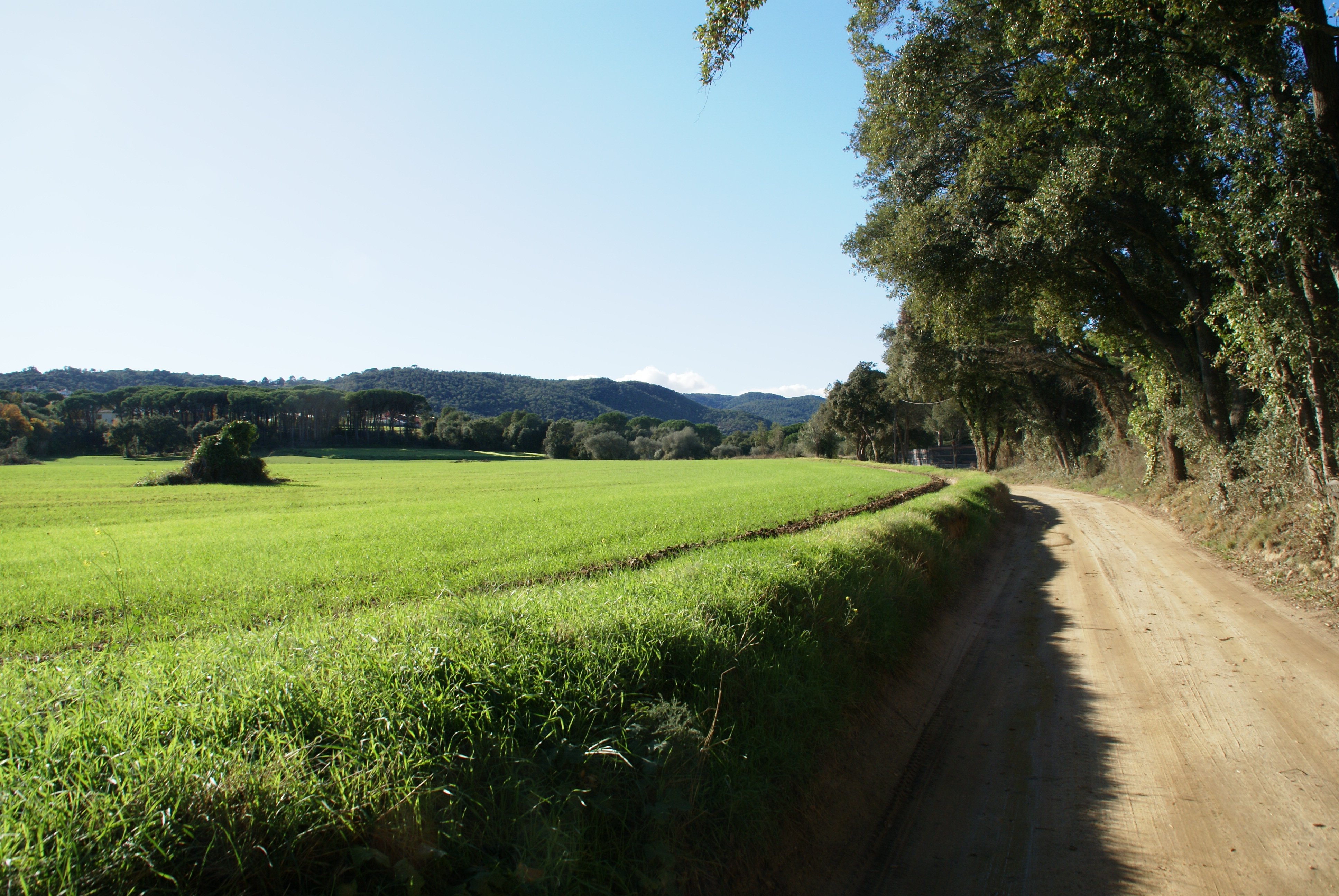
El sender al marge dret
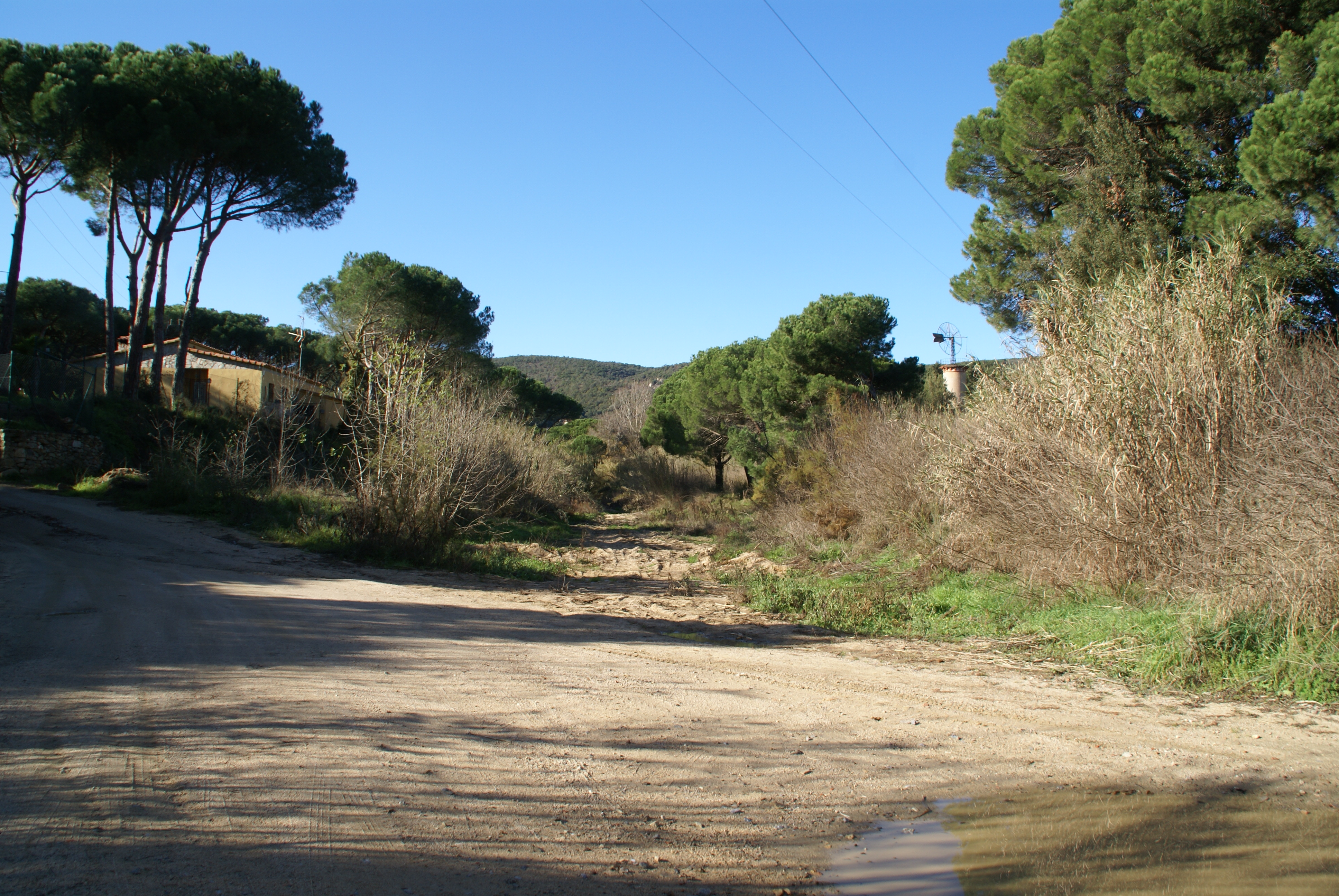
La riera per temps sec